# Ӡ (кирилиця)
Ӡ, ӡ — кирилична літера, утворена від З. Використовується в абхазькій абетці, де займає 19-ту позицію. Позначає дзвінкий ясенний африкат /ʣ/. В латинській писемності їй відповідає ʒ, ź або dz; в грузинській — ძ.